# Yetialtica
Yetialtica là một chi bọ cánh cứng trong họ Chrysomelidae.
Chi này được miêu tả khoa học năm 1991 bởi Doberl.

## Các loài
Các loài trong chi này gồm:
- Yetialtica besucheti Doberl, 1991
- Yetialtica pindapoyensis (Cabrera, 1998)